# فرانسيس دريك (ممثلة)
فرانسيس دريك (بالإنجليزية: Frances Drake)‏ هي ممثلة أمريكية، ولدت في 22 أكتوبر 1912 بنيويورك في الولايات المتحدة، وتوفيت في 18 يناير 2000 بإرفاين في الولايات المتحدة.

## أعمال

### أفلام
- (1935) البؤساء

## وصلات خارجية
- فرانسيس دريك على موقع IMDb (الإنجليزية)
- فرانسيس دريك على موقع ألو سيني (الفرنسية)
- فرانسيس دريك على موقع أول موفي (الإنجليزية)
- فرانسيس دريك على موقع قاعدة بيانات برودواي على الإنترنت (الإنجليزية)
- فرانسيس دريك على موقع قاعدة بيانات الأفلام السويدية (السويدية)
- فرانسيس دريك على موقع إن إن دي بي (الإنجليزية)
- فرانسيس دريك على موقع قاعدة بيانات الفيلم (الإنجليزية)
- فرانسيس دريك على موقع كينوبويسك (الروسية)